# Свети Димитър (Ново Лески)
Вижте пояснителната страница за други значения на Свети Димитър.
„Свети Димитър“ е православна църква в неврокопското село Ново Лески, България, част от Неврокопската епархия на Българската православна църква.

## История
Църквата е построена в 1994 година. В нея са пренесени ценни икони от възрожденския храм на Старо Лески „Свети Георги“. През май 2016 година храмът пострадва от случаен пожар и част от възрожденските икони са повредени.